# Nando Rodrigues
Fernando Pinheiro Bastos (Campo Grande, 6 de novembro de 1984) mais conhecido como Nando Rodrigues, é um ator brasileiro.

## Carreira
Nascido em Campo Grande, MS, Nando Rodrigues se mudou para o Rio de Janeiro aos 17 anos para investir na carreira de ator. A escolha do sobrenome Rodrigues é uma homenagem ao avô, a quem considera um ídolo. Logo que entrou na Rede Globo, Nando precisou abrir mão do nome Fernando Bastos porque já havia um ator cadastrado com esse nome, foi por este motivo que ele também optou por usar o seu apelido de infância.
A paixão pela carreira de ator iniciou por acaso. Tudo começou quando, em um intervalo de uma aula de judô, na colégio onde estudava, Oswaldo Tognini, Nando foi assistir a uma aula de teatro do seu amigo com a professora Andrea Freire. O rapaz, na época com 14 anos, foi chamado pela professora para fazer um exercício de improviso e, como ele costuma dizer, foi "amor à primeira vista".
No Rio, fez cursos e workshops para se aprimorar, além de peças de teatro. Se formou pelo curso de teatro CAL (Casa de Artes de Laranjeiras) em 2006. Durante o curso, Nando atuou em alguns espetáculos, entre eles O Processo, de Franz Kafka, Antígona, de Sófocles, Meu Destino é Pecar, de Nelson Rodrigues.
A primeira aparição de Nando Rodrigues na TV foi em 2009, no SBT, no elenco da primeira fase da novela Vende-se um Véu de Noiva, de Janete Clair, adaptada por Íris Abravanel. Na trama ele interpretou Rubens Baronese, que mais tarde viria a ser interpretado por Zé Carlos Machado. Em 2010, o ator teve seu primeiro contato com uma obra do autor Manoel Carlos, em uma rápida participação na novela Viver a Vida, já na Rede Globo.
No ano seguinte, deu vida ao personagem Botija, na novela Malhação. Em 2012, fez uma participação na novela Aquele Beijo, de Miguel Falabella, e acabou ganhando um personagem fixo na trama, Luciano.
Em 2013 atuou em seu primeiro longa-metragem, no filme Olhar de Nise, que trata da história de vida da renomada psiquiatra Nise da Silveira (Glória Pires), que lutou anos contra os manicômios, e contra o tratamento "convencional" para pessoas com problemas psiquiátricos.
No mesmo ano Nando foi chamado para participar de teste para a novela Em Família, também do autor Manoel Carlos, e direção de Jayme Monjardim, na Rede Globo. Em 2014, Nando deu a vida ao personagem Virgílio, protagonista da segunda fase da última novela de Maneco. Ainda no final de 2014, Nando interpretou o nadador Ricardo, na novela Alto Astral, novela das sete de Daniel Ortiz que estreou em novembro de 2014 na Rede Globo.

## Filmografia

### Televisão
| Ano  | Título                   | Personagem               | Notas                                | Emissora  |
| ---- | ------------------------ | ------------------------ | ------------------------------------ | --------- |
| 2009 | Vende-se um Véu de Noiva | Rubens Baronese (jovem)  | Episódios: "16–26 de junho"          | SBT       |
| 2011 | Malhação                 | Botija                   | Temporada 18                         | TV Globo  |
| 2012 | Aquele Beijo             | Luciano                  |                                      | TV Globo  |
| 2014 | Em Família               | Virgílio Machado (jovem) | Episódios: "4–8 de fevereiro"        | TV Globo  |
| 2014 | Alto Astral              | Ricardo Barbosa          |                                      | TV Globo  |
| 2015 | Desafiados               | Participante             |                                      | TV Globo  |
| 2016 | Haja Coração             | Henrique Braga           |                                      | TV Globo  |
| 2017 | Os Dias Eram Assim       | Hugo Cabral              |                                      | TV Globo  |
| 2018 | Orgulho e Paixão         | Edmundo Tibúrcio         |                                      | TV Globo  |
| 2018 | Dança dos Famosos        | Participante (7° lugar)  | Temporada 15                         | TV Globo  |
| 2019 | Super Chef Celebridades  | Participante (Vencedor)  | Temporada 8                          | TV Globo  |
| 2021 | Gênesis                  | Radamés                  | Fase: Jornada de Abraão              | Record    |
| 2021 | Vai que Cola             | Kevinho                  | Temporada 9                          | Multishow |
| 2023 | Reis                     | Rezom                    | Temporadas: A Sucessão / A Sabedoria | Record    |

### Cinema
| Ano  | Título                | Papel                       | Notas          |
| ---- | --------------------- | --------------------------- | -------------- |
| 2014 | O Casamento de Gorete | 'Bixinha' Faz Tudo da Rádio |                |
| 2015 | Olhar de Nise         | Antonin Artaud              |                |
| 2016 | A História Deles      | Vinícius                    | Curta-metragem |
| 2017 | Going to Brazil       | Tinho                       |                |
| 2018 | App da Morte          | Guilherme                   | Curta-metragem |

| Ano  | Música             | Artista                   |
| ---- | ------------------ | ------------------------- |
| 2014 | “Flores em Vida”   | Zezé Di Camargo & Luciano |
| 2016 | “D.R”              | Nina                      |
| 2019 | "Igual ela só uma" | Wesley Safadão            |

## Teatro
| Ano  | Título           | Papel |
| ---- | ---------------- | ----- |
| 2014 | Paixão de Cristo | Jesus |

## Prêmios & Indicações
| Ano  | Prêmio                    | Categoria        | Trabalho   | Resultado | Ref    |
| ---- | ------------------------- | ---------------- | ---------- | --------- | ------ |
| 2014 | Prêmio Quem de Televisão  | Melhor Revelação | Em Família | Venceu    | [ 19 ] |
| 2014 | Prêmio Extra de Televisão | Melhor Revelação | Em Família | Indicado  | [ 20 ] |